# Durand bijoutier
Pour plus de détails, voir Fiche technique et Distribution.
Durand bijoutier est un film français réalisé par Jean Stelli, sorti en 1938.

## Fiche technique
- Titre : Durand bijoutier
- Réalisation : Jean Stelli
- Scénario et dialogues : Léopold Marchand, d'après sa pièce
- Décors : Lucien Aguettand et Raymond Gabutti
- Photographie : Jean Bachelet
- Son : Marcel Courmes
- Montage : Maurice Juven
- Musique : Lionel Cazaux et Pierre Guillemin
- Directeur de production : Maurice Juven
- Production : Productions François Campaux
- Pays d'origine :  France
- Format :  noir et blanc - 35 mm - son mono
- Genre : comédie
- Durée : 87 minutes
- Date de sortie : 
  - France : 6 juillet 1938

## Distribution
- Jacques Baumer : Monsieur Durand
- Blanche Montel : Madame Durand
- Jean Wall : Tichmeyer
- Monique Rolland : Jessie
- Maurice Bénard : Monsieur Sorbier
- Janine Merrey : Madame Sorbier
- Max Révol : le barman
- Jean Marconi : le gigolo
- Suzanne Talba : Mademoiselle Bichon